# Polyphtalamide

Unité répétitive de polyphtalamide.

Le polyphtalamide, aussi appelé en anglais PPA pour High Performance Polyamide, est un sous-ensemble de résine thermoplastique synthétique de la famille des polyamides (nylon) ayant pour caractéristique d'être très résistant thermiquement et mécaniquement. En effet, il offre une rigidité élevée jusqu'à 280 °C et a un point de fusion aux alentours de 310 °C,.
Les résines à base de PPA remplacent le métal pour un usage à haute température tel que les composants de groupe motopropulseur automobile ou le boîtier des connecteurs électriques à haute température. Les utilisations automobiles comprennent les conduites de carburant et de liquide de refroidissement, les bagues d'usure de pompe, les pièces de bobine de moteur, les connecteurs de conduite de carburant, les modules de carburant des collecteurs de chauffe-eau, les vannes de coupure de carburant, le boîtier de thermostat, les refroidisseurs d'air et les pompes de liquide de refroidissement. Les PPA sont également utilisés pour USB-C,, les supports de LED et la protection des câbles/fils en raison de leur faible conductivité électrique. D'autres applications pour les résines à base de PPA comprennent les conduites de gaz et les conduites d'alimentation pour l'industrie pétrolière (en raison de leur capacité à résister à des pressions élevées). Ils peuvent également servir dans les poils de brosse à dents ou dans les brosses à cheveux. Ils sont également utilisés dans les équipements sportifs et les corps de vannes pour les douches.
L'absorption d'humidité n'est que de 0,1 à 0,3 %. Elle est plus faible qu'avec les autres polyamides. Les modifications des propriétés physiques dues à l'absorption d'eau sont rarement observées. La déformation par absorption d'eau est considérablement réduite.
En raison de son faible frottement et de son faible indice de friabilité, il peut être utilisé dans des roulements et des engrenages autolubrifiants.
En raison de sa haute résistance à la corrosion, le PPA peut également couvrir les joints de soudure.
L'élasticité (module de Young) des PPA renforcés de fibres de verre peut atteindre 20 000 MPa.
Les PPA adhèrent directement à une variété d'élastomères sans promoteurs d'adhérence.
Par rapport aux polyamides aliphatiques, les PPA offrent des améliorations telles que :
- une résistance chimique ;
- une résistance et une rigidité plus élevées à des températures élevées ;
- une résistance au fluage et à la fatigue ;
- une stabilité dimensionnelle ;
- une sensibilité à l'absorption d'humidité.

Les PPA, comme tout autre thermoplastique, sont théoriquement entièrement recyclables, soit par refusion, soit sous forme de polymère raccourci après dépolymérisation, soit en récupérant la chaleur de l'incinération. Les options de récupération les plus appropriées dépendent de nombreuses conditions. Il s'agit notamment de la législation locale, de l'accès aux installations de tri et des coûts régionaux de recyclage.